# Therese-Malten-Villa

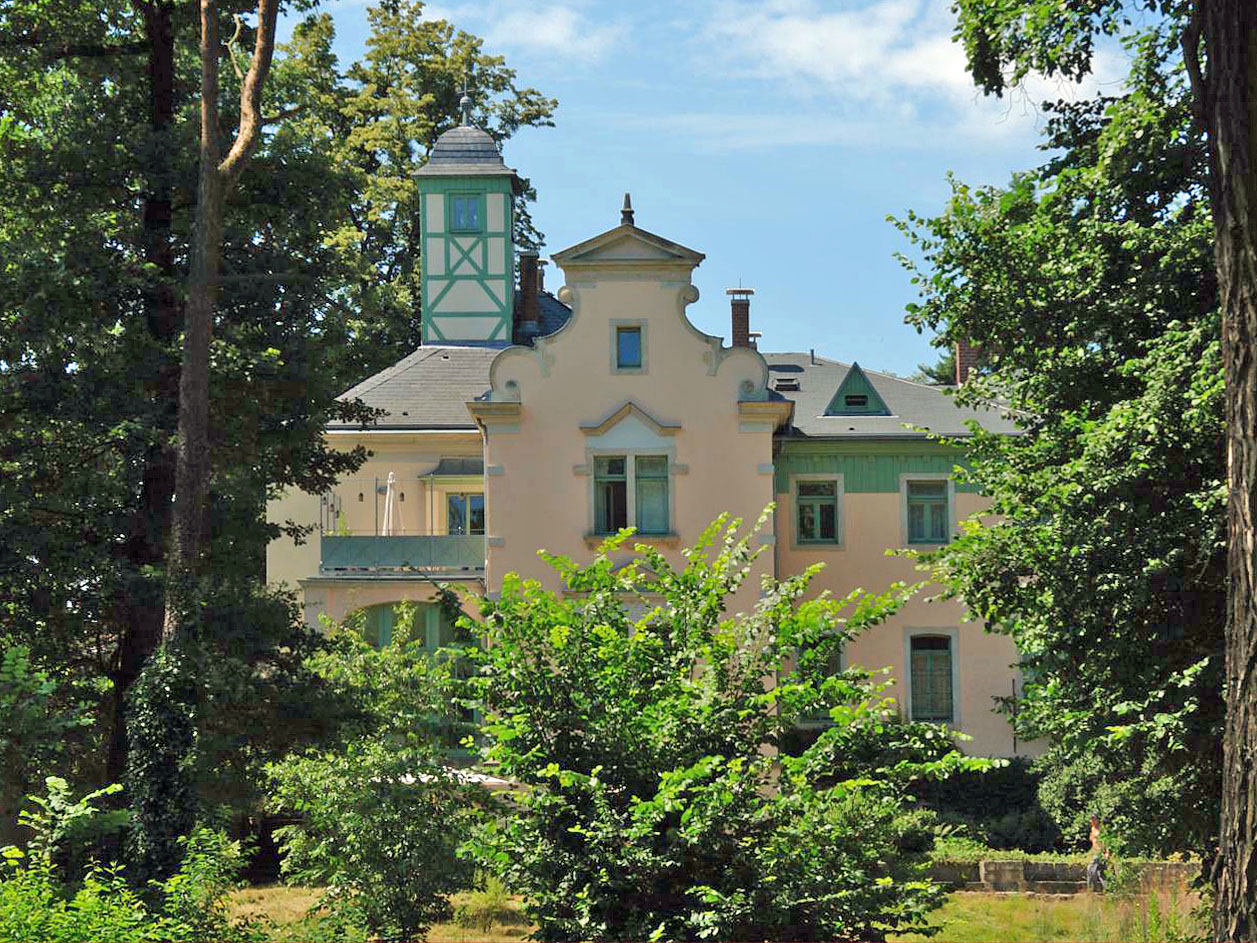
Therese-Malten-Villa

Die Therese-Malten-Villa mit Remise und Garten in Dresden-Zschieren (statistischer Stadtteil Kleinzschachwitz), Wilhelm-Weitling-Straße 3, wurde 1892–1893 für die königliche Kammersängerin Therese Malten (1853–1930) errichtet. Villa und Remise stehen unter Denkmalschutz.

## Lage
Das Grundstück ist auf Grund des städtebaulichen und siedlungsgeschichtlichen Zusammenhangs noch Dresden-Kleinzschachwitz zuzuordnen (heute Teil der Gemarkung Zschieren).
Nachdem Kleinzschachwitz im Jahre 1886 eine Dampfschiffhaltestelle erhalten hatte, entwickelte es sich zu einem ansehnlichen Villenvorort, in dem Rentiers, Pensionäre, Kaufleute, Beamte und Erholungssuchende wohnten. Wie das Beispiel von Therese Malten zeigt, gehörten auch einige Berühmtheiten dazu.
Zu den Vorzügen der neuen Sommerfrische zählte vor allem die Lage in dem an Naturschönheiten reichen Dresdner Elbtal, gegenüber der königlichen Sommerresidenz Schloss Pillnitz. Die offene und villenartige Gestaltung des gesamten Areals erfolgte „bauplanmäßig“. Demnach musste jedes Gebäude von der Straßenfluchtlinie zurückgestellt und mit Vorgarten versehen werden.

## Villa

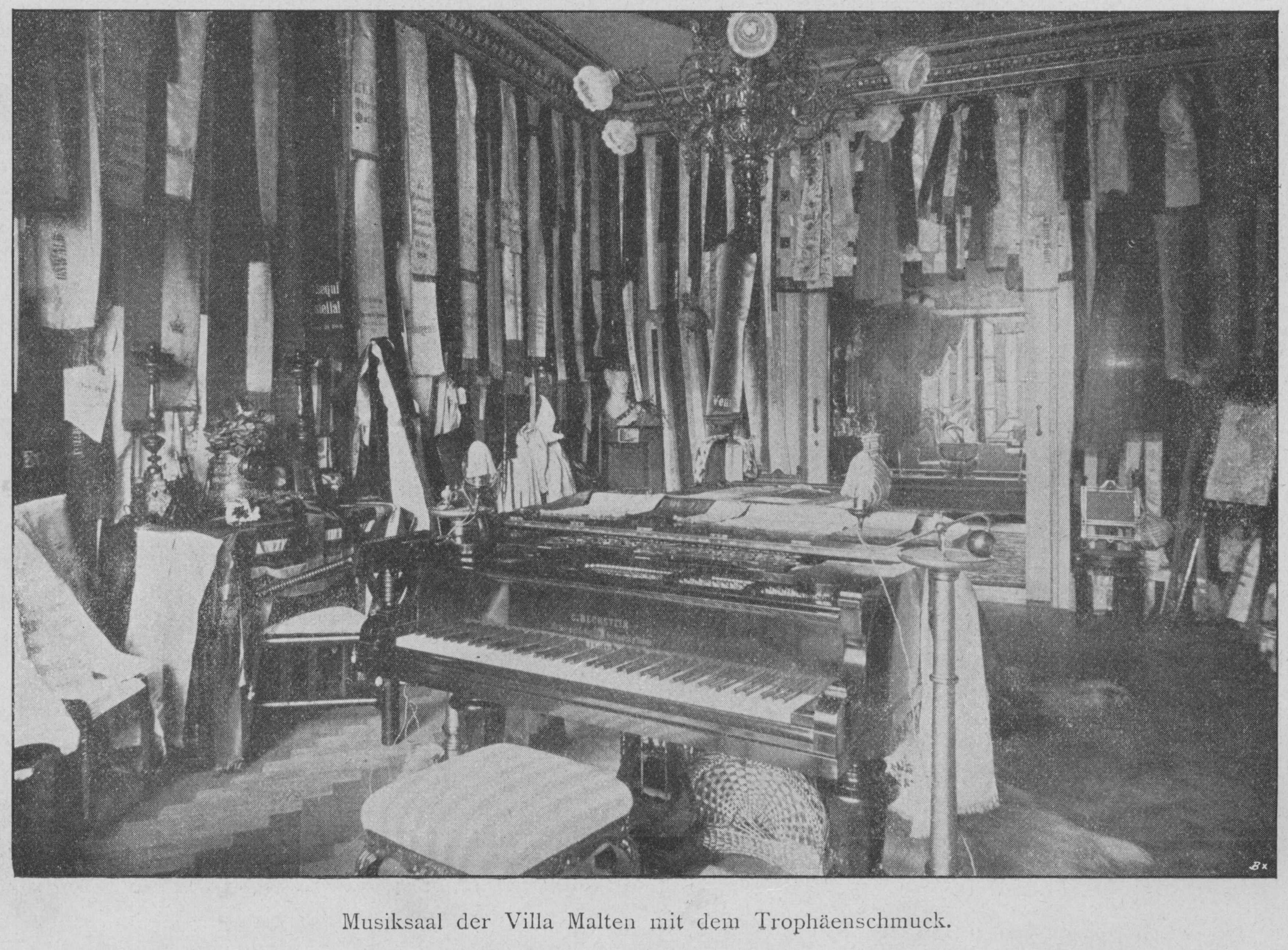
Musiksaal der Villa Malten mit Trophäenschmuck, Aufnahme ca. 1903

Das Anwesen Therese Maltens gehört zu den großzügigsten von Kleinzschachwitz. In der Bauakte wird als „Bauender und Ausführender“ Bruno Müller genannt. Die zweigeschossige Villa mit hohem Souterrain und Walmdach bildet den Mittelpunkt eines weitläufigen Gartengrundstücks.
In den Formen der deutschen Renaissance gestaltet (typisch für die Architekturentwicklung des ausgehenden 19. Jahrhunderts), zeigt der annähernd rechteckige Baukörper abwechslungsreich gegliederte Fassaden mit Risaliten, Freitreppen, Haupt- und Nebeneingang sowie markantem Eckerker. Das Gebäude wird von einem Dachreiter bekrönt.
Besondere gestalterische Akzente setzen die Volutengiebel über den beiden Risaliten an der Straßen- und Gartenfront. Die Fenstergewände aus Sandstein erscheinen in den unterschiedlichsten Formen, an hervorgehobener Stelle profiliert und mit Segmentbogenabschluss oder gekoppelt sowie im Hochparterre mit Brüstungsfeld und Bedachung (als Sturz bzw. Dreiecksgiebel). Den Eckerker bereichern dekorative Elemente, wie Ranken, Eierstab und Beschlagwerk (übrigens wie die beiden Volutengiebel auch Renaissance-Motive). An den Giebeln erscheint unterhalb der dreieckigen Aufsätze die Aufschrift SHETOM (Straßenseite) und HEUBERGER (Gartenseite), möglicherweise Komponistennamen. Der Bereich über der Eingangsecke ist mit Zierfachwerk gestaltet. Der Haupteingang liegt in Sichtweite des Gartentores.
Über eine Freitreppe gelangt man in eine offene Vorhalle mit Säule, Baluster-Brüstung und gemustertem Fliesenfußboden. Hinter einem ausgesprochen repräsentativen Portal aus architravartiger Bekrönung, profilierten Halbpfeilern und reicher Füllungstür, dessen Innenseite ähnlich aufwändig gestaltet ist, liegt die Hallendiele. Sie wird durch ein mehrteiliges Fenster mit Segmentbogenabschluss und Bleiverglasung belichtet. Die Fensterlaibung ist mit ornamentaler Malerei in Form von stilisiertem floralem Randwerk, Vasen sowie Leisten verziert. Zum malerischen Charakter der Hallendiele trägt auch die vielfarbige historisierende Balkendecke bei (auch ein typisches Gestaltungselement der deutschen Renaissance). Sie zeigt ähnliche ornamentale Motive, aber noch durch kartuschenähnliche Gebilde bereichert. Neben der ins Obergeschoss führenden Treppe erhebt sich ein marmorierter Pfeiler mit Kapitell, das einen Teil der Balkendecke trägt, und volutenförmig auskragendem Podest. Hier befand sich eine sitzende weibliche Figur mit faltenreichem Gewand und langen, wehenden Haaren. Sie verkörperte Therese Malten als Kundry im „Parsifal“.

## Remise und Garten
Das landhausartig gestaltete Remisengebäude bestand aus den Teilen Wagenremise, Stall und Kutscherwohnung im Dachgeschoss. Der risalitartig vorgezogene und erhöhte Mitteltrakt wird mittels Sandsteinverkleidung und Scheitelstein, darauf das Zeichen der königlich sächsischen Kammersängerin Therese Malten (Krone und TM), bereichert. Eine weitere Gliederung erfährt der anderthalbgeschossige Bau durch vier Korbbögen, teilweise als Blendbögen ausgeführt.
Von der einstigen Gartengestaltung des Anwesens blieben nur wenige Teile, wie eine kleine Bogenbrücke aus Sandsteinquadern erhalten.